# Pierce the Veil
Pierce the Veil — американская пост-хардкор группа из Сан-Диего (Калифорния). Создана в 2006 году братьями Виком и Майком Фуэнтес после расформирования группы Early Times.
Pierce the Veil выпустили четыре студийных альбома и постоянно находились в мировых турне с самого выхода дебютного альбома A Flair for the Dramatic в 2007. Второй альбом Selfish Machines был выпущен в 2010. Третий альбом записан под руководством лейбла Fearless Records и назван Collide with the Sky. Вышел он 17 июля 2012. Новый альбом Misadventures вышел 13 мая 2016.

## История

### Ранние годы и дебютный альбом (1998—2006)
Группа сформировались осенью 1998-го в Сан-Диего (Калифорния, Соединенные Штаты) под первоначальным названием The Early Times. После выхода первого CD, который имел успех в андеграундной среде, группу в 2004-м ожидал прорыв — после подписания контракта с Equal Vision Records банда выпускает диск «A Celebration Of An Ending», сменив название на Before Today.
Название группы было изменено из-за нарушения авторских прав от оригинального названия «Early Times». Их альбом содержал три первые демозаписи с Roots Beneath Ideals EP и был записан на студии DoubleTime в городе Эль Кайон, Калифорния, с продюсером Джеффом Форрестом.

### A Flair for the Dramatic (2006—2009)
Осенью 2006, примерно после года тяжёлых гастролей после их первого официального релиза, группу распустили Майк и Вик Фуэнтес, как последние оставшиеся участники (из группы ушли гитарист Джо Тансил и бас-гитарист Митчелл Баллатор). Братья продолжили писать песни вместе и в конечном счете предстали с достаточным количеством материала для нового альбома. Все ещё поддерживаемые своим лейблом Equal Vision Records, они записали полный альбом самостоятельно в Сиэтле, Вашингтон, с продюсером Кэйси Бэйтс. Братья выпустили свой второй альбом под названием A Flair for the Dramatic 26 июня, 2007 под новым именем: Pierce the Veil, которое было производным от песни с альбома Before Today, A Celebration of an Ending. Вскоре после того Pierce the Veil обзавелись новыми участниками: Тони Перри (гитара) и Хайми Пресиадо (бас-гитара). Песня «I’d Rather Die Than Be Famous» с этого альбома была представлена в игре Tony Hawks Proving Ground.
Pierce the Veil гастролировали три месяца после выпуска A Flair for the Dramatic с такими группами, как: A Day to Remember, Chiodos, From First to Last, Emery, The Devil Wears Prada и Mayday Parade. В ноябре 2007 Pierce the Veil отыграли одно выступление на Vans Warped Tour 2007 и весть тур в 2008. Также играли на Bamboozle Left в 2008. Первый тур, где они были главными хэдлайнерами, назывался The Delicious Tour, который начинался в октябре-ноябре 2008, включал выступления Breathe Carolina, Four Letter Lie и Emarosa. Они закончили свой записывающий цикл на Taste of Chaos 2009 туре вместе с Bring Me the Horizon, Thursday, Four Year Strong и Cancer Bats.
Вик и Майк Фуэнтес с Эйртоном Хара подтвердили участие в новом проекте Isles & Glaciers с ведущим вокалистом Крэйгом Оуэнсом из Chiodos и D.R.U.G.S. и Джонни Крэйгом из Dance Gavin Dance, некогда бывшим участником группы Emarosa. Они выпустили свой первый EP под названием The Hearts of Lonely People 9 мая, 2010. Тем не менее, Isles & Glaciers распались, сказав, что «Isles & Glaciers были временным проектом».

### Selfish Machines (2009—2011)
В начале августа 2009-го Pierce the Veil объявили, что они засели в студию записывать новый материал для их следующего альбома. Группа переехала в Лос-Анджелес для записи их нового альбома Selfish Machines под руководством продюсера Майка Грина. Автор и исполнитель песен Вик Фуэнтес заявил: «Название относится к человеческой натуре и животным качествам внутри каждого из нас, от которых мы пытаемся скрыться, но должны просто учиться принимать их. Мы все эгоистичные машины, и у нас есть естественные склонности, чтобы хотеть, любить и брать».
Selfish Machines был выпущен 21 июня 2010 года под руководством Equal Vision Records и сразу же взобрался на первую строчку чарта Billboard Heatseekers Chart. В поддержку релиза группа играла на множестве фестивалей, включая Bamboozle Left, South by Southwest, Never Say Never Festival и the Vans Warped Tour. Pierce The Veil также записали кавер на песню Blue Oyster Cult «(Don’t Fear) The Reaper», которая вошла в сборник Punk Goes Classic Rock, вышедший 27 апреля 2010. Они приняли участие в Take Action Tour с Attack Attack!, потом отправились в Новую Зеландию и Австралию, так же они играли на the Versus Tour в Японии с Confide. Они играли «This Is a Family Tour» с Emmure, In Fear and Faith, Of Mice & Men и Attack Attack!, который длился до конца декабря 2010-го. Pierce the Veil так же играли в Fox Theater в Помоне, как часть появления-сюрприза на Alternative Press Tour 2010 с такими группами, как August Burns Red, Bring Me the Horizon, Polar Bear Club, Emarosa и This Is Hell. Первого ноября 2010 группа объявила, что они начнут новый тур, начиная с 2011 года с Silverstein, Miss May I, The Chariot и A Bullet for Pretty Boy на «Winterizer Tour». На протяжении апреля и марта участвовали в «The Gamechanger’s Tour» с A Day to Remember, Bring Me the Horizon и сопровождаемыми лейблом We Came as Romans. Так же они стали хэдлайнерами второго этапа тура группы Escape the Fate «The Dead Masquerade». После взятия летнего перерыва для написания нового материала, группа, как и предполагалось, возглавляла их первый тур по Южной Америке, поддерживающий Sum 41 в сентябре; однако из-за болезни лидера Sum 41, тур был отменен. Они закончили годовое турне по Европе с blessthefall и впоследствии стали хэдлайнерами в No Guts No Glory Tour с Miss May I.
PTV записались для альбома Punk Goes Pop 4, сделав кавер на песню Бруно Марса «Just the Way You Are», который вышел 21 ноября 2011 года.

### Fearless Records и новый альбом Collide With The Sky (2011)
23 августа 2011 Pierce the Veil подписали контракт с Fearless Records.
22 декабря 2011 группа заявила, что в начале 2012 они собираются пойти в студию записывать свой третий альбом. 26 декабря 2011 Вик Фуэнтес объявил на странице группы в Фэйсбуке, что они завершают писать песни для этого альбома, который писали с лета и во время тура с Miss May I, Woe Is Me, The Amity Affliction и Letlive в течение ноября-декабря, и что они будут выбирать продюсера для работы с ними над альбомом в начале 2012.
27 февраля 2011, на том же Фэйсбуке группа написала, что определилась с продюсерами-это Дэн Корнифф и Като Кандвала из House of Loud  в Нью-Джерси, для работы над их третьим альбом. 20 апреля, 2012, они объявили, что альбом будет называться Collide with the Sky и будет выпущен посредством Fearless Records 17 июля, 2012.
17 мая 2012 обложка нового альбома, также как и треклист, были раскрыты, вместе с объявлением о первом для группы туре по Великобритании в сентябре 2012.
25 мая 2012, группа объявила о выходе первого сингла «King For A Day», записанного при участии Келлина Куинна .

## Участники группы
- Вик Фуэнтес (Vic Fuentes) — вокал, ритм-гитара, синтезаторы, пианино (2006—настоящее время)
- Тони Перри (Tony Perry) — соло-гитара (2007—настоящее время)
- Хайми Пресиадо (Jaime Preciado) — бас-гитара, музыкальное программирование, скриминг (2007—настоящее время)

Бывшие участники
- Майк Фуэнтес (Mike Fuentes) — ударные, перкуссия, бэк-вокал (2006—2017)

## Дискография

### Студийные альбомы
- «A Flair for the Dramatic» (2007)
- «Selfish Machines» (2010)
- «Collide with the Sky» (2012)
- "Misadventures" (2016)
- "The Jaws of Life" (2023)

## Туры
| Название тура                            | Участвующие группы | Страна/Континент                | Сроки                           |
| ---------------------------------------- | --- | ------------------------------- | ------------------------------- |
| I’m A Mathlete, Not An Athlete Tour 2007 | Chiodos, The Devil Wears Prada, Alesana, Pierce The Veil, Simcoe Street Mob                                                                                  | США                             | 23 сентября — 2 октября, 2007   |
| The Blackout UK Tour 2007                | The Blackout, Pierce The Veil, Flood of Red | Великобритания                  | 4 октября — 17 октября, 2007    |
| The Bone Palace Ballet Tour 2007         | Chiodos, Scary Kids Scaring Kids, Emery, The Devil Wears Prada, Pierce The Veil                                                                              | США                             | 4 ноября — 17 ноября, 2007      |
| RATHER BE SLAYIN' N00BZ Tour 2007        | From First To Last, Four Year Strong, Pierce The Veil, Envy On The Coast                                                                                     | США                             | 19 ноября — 9 декабря, 2007     |
| Warped Tour 2008                         | HURLEY STAGE with: All Time Low, The Devil Wears Prada, Mayday Parade, We The Kings                                                                          | США Канада                      | 20 июня — 17 августа, 2008      |
| The Delicious Tour 2008                  | Pierce The Veil, Breathe Carolina, Four Letter Lie, Emarosa                                                                                                  | США                             | 17 октября — 29 ноября, 2008    |
| Taste of Chaos 2009                      | Thursday, Bring Me The Horizon, Four Year Strong, Pierce The Veil, Cancer Bats                                                                               | США Канада                      | 14 февраля — 9 апреля, 2009     |
| Warped Tour 2010                         | ALTEC LANCING STAGE with: Breathe Carolina, Emmure, Four Year Strong, Hey Monday, Parkway Drive, Set Your Goals, Suicide Silence, Whitechapel, You Me At Six | США Канада                      | 25 июня — 15 августа, 2010      |
| Taken Action 2010 Australian Tour        | Attack Attack!, Pierce The Veil, Dream On, Dreamer | Австралия                       | 10 сентября — 19 сентября, 2010 |
| Versus Tour 2010                         | Confide , Pierce The Veil, Bury Tomorrow | Япония                          | 8 октября — 11 октября, 2010    |
| This Is A Family Tour 2010               | Attack Attack!, Pierce The Veil, Emmure, Of Mice & Men, In Fear and Faith                                                                                    | США                             | 11 ноября — 19 декабря, 2010    |
| Winterizer Tour 2011                     | Silverstein, Miss May I, Pierce The Veil, The Chariot, A Bullet For Pretty Boy                                                                               | США                             | 7 января — 25 января, 2011      |
| A Day To Remember European Tour 2011     | A Day To Remember, Bayside, Pierce The Veil | Европейский союз Великобритания | 29 января — 22 февраля, 2011    |
| The Gamechangers Tour 2011               | A Day To Remember, Bring Me The Horizon, Pierce The Veil, We Came As Romans                                                                                  | США Канада                      | 10 марта — 18 апреля, 2011      |
| The Dead Masquerade Down Under Tour 2011 | Escape The Fate, Pierce The Veil | Австралия                       | 24 апреля — 1 мая, 2011         |
| Europe 2011 Fall Tour                    | blessthefall, Pierce The Veil, Motionless in White | Европейский союз Великобритания | 28 сентября — 20 октября, 2011  |
| No Guts No Glory Tour 2011               | Miss May I, Pierce The Veil, Woe, Is Me, Letlive., The Amity Affliction                                                                                      | США                             | 8 ноября — 16 декабря, 2011     |
| Warped Tour 2012                         | KIA SOUL STAGE with: Blood On The Dance Floor, Falling In Reverse, Miss May I, Of Mice & Men, Streetlight Manifesto, Taking Back Sunday, The Used            | США Канада                      | 16 июня — 5 августа 2012        |
| Fall UK Tour 2012                        | Pierce The Veil, Crown The Empire | Великобритания                  | 16 сентября — 28 сентября, 2012 |
| World Tour 2015                          | Sleeping With Sirens, Pierce The Veil | Мировой                         |                                 |